# Валентина Пістолі
Валенти́на Пістолі (англ. Valentina Pistoli; народилася у 1928 році) — перша албанська архітекторка.

## Життя і кар'єра

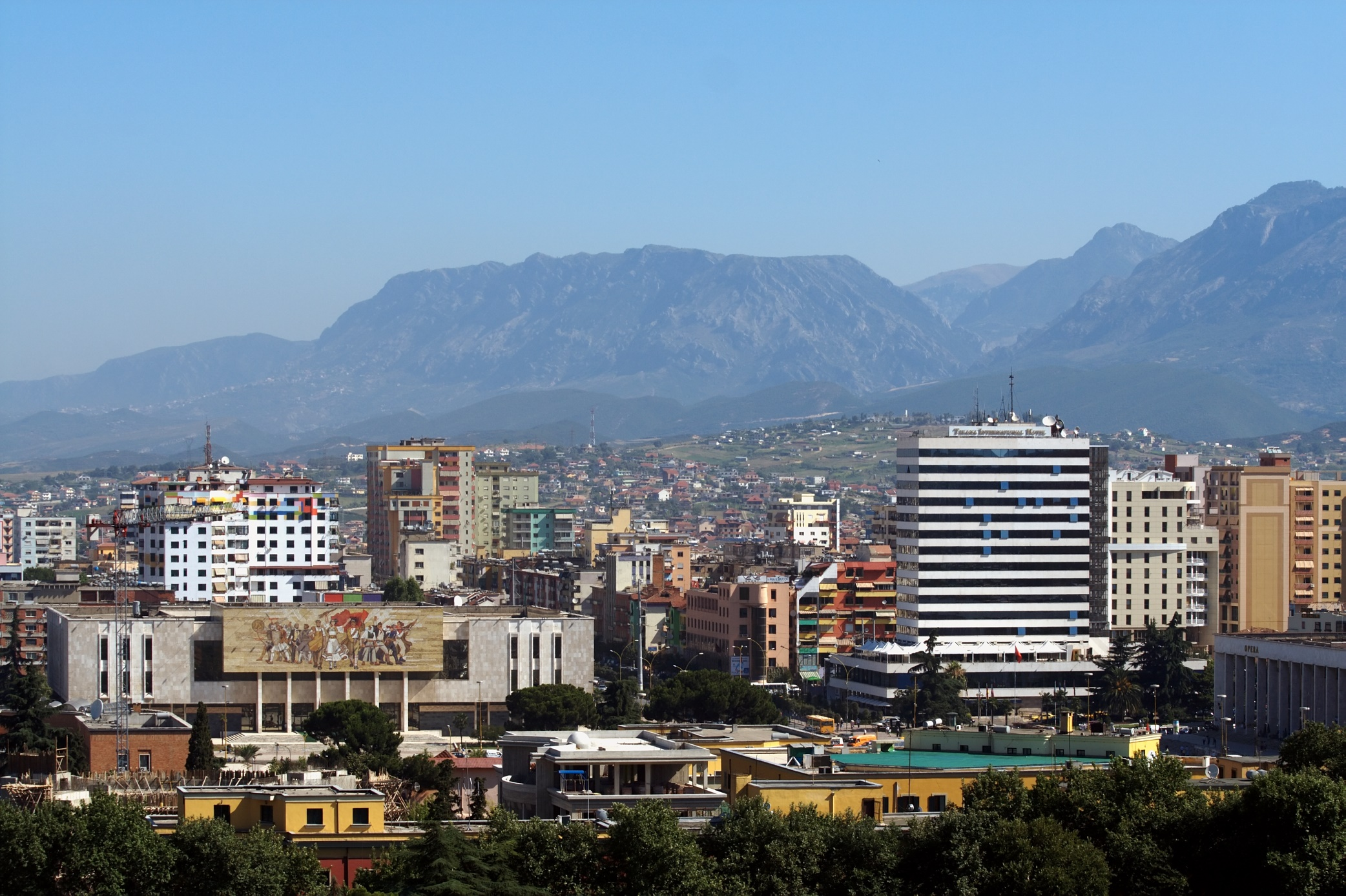
Міжнародний готель Тирани праворуч

Валентина Пістолі народилася у місті Корча у 1928 році. Освіту отримала в Софійському університеті Святого Климента Охридського, який закінчила у 1952 році. Працювала архітекторкою, була у складі команди, яка спроектувала 15-типоверховий Міжнародний готель Тирани у столиці Албанії.
Упродовж своєї кар'єри Валентина Пістолі розробила кілька житлових комплексів в містах Корча, Вльора, Ельбасан, а також готелі в містах Кукес, Байрам-Цуррі, Ельбасан, Тирана, Хімара, Дуррес і Круя. Крім професійної діяльності архітекторки, Пістолі займалася викладанням, працюючи на інженерному факультеті у Політехнічному університеті Тирани.